# Wiesław Wohnout
Wiesław Wohnout (ur. 11 grudnia 1902 w Krakowie, zm. 14 maja 1988 w Londynie) – polski dziennikarz i polityk, po II wojnie światowej na emigracji. Redaktor naczelny Dziennika Polskiego i Dziennika Żołnierza, przewodniczący Związku Pisarzy Polskich na Obczyźnie (1958–1964)

## Życiorys
Był synem Feliksa Wohnouta i Kamilli, z d. Myczkowskiej. Jego ojciec był prawnikiem. Był absolwentem II Szkoły Realnej w Krakowie. W 1918 rozpoczął studia na Uniwersytecie Jagiellońskim, w roku akademickim 1918/1919 służył w Batalionie Akademickim. Następnie przerwał studia i wstąpił jako ochotnik do Wojska Polskiego, służył m.in. w pociągu pancernym "Smok", 208 Ochotniczym Pułku Ułanów i 8 Pułku Ułanów Księcia Józefa Poniatowskiego. Walczył także w III powstaniu śląskim, w szeregach Grupy „Wschód”, w stopniu podporucznika kawalerii. Następnie powrócił na studia na UJ, studiował także w Szkole Nauk Politycznych przy Wydziale Prawa UJ.
Od 1923 był członkiem Polskiej Partii Socjalistycznej, został także sekretarzem generalnym Centralnego Związku Robotników Budowlanych, wszedł w skład redakcji pisma Robotnik Budowlany. Od 1923 współpracował jako felietonista z pismem Naprzód. W listopadzie 1924 został redaktorem naczelnym nowo powołanego przez Wiktora Stachowiaka dziennika Głos Poznański, które upadło jednak w lutym 1925, następnie został członkiem redakcji pisma Naprzód (do 1931). Był sekretarzem krakowskiego Okręgowego Komitetu Robotniczego PPS. Wszedł w skład zarządu Syndykatu Dziennikarzy Krakowskich. Należał do organizatorów Krakowskiej Spółdzielni Mieszkaniowej na Krzemionkach. W 1931 wyjechał na stałe do Warszawy, w latach 1931–1934 był członkiem Rady Naczelnej PPS. W 1935 opublikował częściowo autobiograficzną powieść Miłość i sprawa, w której krytycznie opisał także krakowskie środowisko PPS i redakcję Naprzodu. W II połowie lat 30. publikował w Polityce. Był przewodniczącym Związku Pracowników Spółdzielczych RP oraz w latach 1936–1939 kierownikiem Agencji Literackiej przy Związku Zawodowym Literatów Polskich i Polskim PEN Clubie.
Okres II wojny światowej spędził w Warszawie, w czerwcu 1944 wyjechał na Węgry. Latem 1945 powrócił na krótko do Krakowa, następnie ponownie wyjechał za granicę. We Włoszech wstąpił do 2 Korpusu, z którego ramienia opiekował się uchodźcami polskimi w Niemczech i Austrii. W 1946 opublikował tom Opowiadania warszawskie. W 1947 zamieszkał w Brukseli, był pracownikiem Centrali Zjednoczenia Polskiego Uchodźstwa Wojennego. Od 1948 mieszkał w Wielkiej Brytanii. Tam opuścił PPS, w 1950 należał do założycieli Związku Socjalistów Polskich na Obczyźnie, który poparł wbrew stanowisku PPS Augusta Zaleskiego na stanowisku Prezydenta RP, wszedł w skład prezydium ZSPnO. Do 1954 był dyrektorem Gabinetu Prezesa Rady Ministrów Rządu Polskiego na Emigracji i kierownikiem Polskiej Agencji Telegraficznej. W latach 1962–1973 był redaktorem naczelnym Dziennika Polskiego i Dziennika Żołnierza (w którym pracował od 1957 i współpracował do 1985).
W latach 1958–1964 był przewodniczącym Związku Pisarzy Polskich na Obczyźnie. Był powiernikiem Polskiej Fundacji Kulturalnej, członkiem jury Nagrody Stowarzyszenia Polskich Kombatantów i Nagrody im. Anny Godlewskiej.